# George Abbas Kooli D'Arcy
George Abbas Kooli D'Arcy (c.1818 - 1885) fue un soldado británico y administrador colonial. Fue gobernador colonial de Gambia entre 1859 y 1866, y gobernador del territorio británico de ultramar de las Islas Malvinas, en litigio con Argentina, desde 1870 hasta 1876.

## Biografía

### Primeros años y familia
George era el hijo del teniente coronel José D'Arcy y lady Catherine Georgiana West (hija del cuarto conde De La Warr). El padre de D'Arcy era un comandante en el Royal Artillery que llegó a Persia con el embajador Gore Ouseley, para reformar y equipar al ejército persa. Como resultado D 'Arcy fue nombrado con honores por el Sah de Persia. El Sha le había pedido que nombre a su hijo como Abbas Kooli.

### Gambia
George D'Arcy se convirtió en coronel del tercer Regimiento de las Indias Occidentales. En 1859 fue nombrado gobernador colonial de Gambia. Una epidemia de fiebre amarilla estaba en su apogeo cuando D'Arcy llegó a Bathurst en septiembre de 1859. Sus peticiones de fondos adicionales para mejorar el saneamiento en la colonia fueron infructuosos. D'Arcy dirigió una expedición militar contra el reino de Baddibu en 1861, precipitando así el ascenso al poder de Ma Bah Diakhou, con quien D'Arcy fue obligado a firmar un tratado de amistad en febrero de 1863.
Los esfuerzos de D'Arcy para mejorar la condición de los africanos liberados en Bathurst fueron socavados por los comerciantes locales y algunos miembros de su propia administración. Varios africanos liberados firmaron una petición en 1864 pidiendo que su gobierno se extienda, aunque en 1865 fue menos popular entre ellos. En 1866, George D'Arcy, como teniente coronel y oficial al mando del tercer Regimiento de las Indias Occidentales, marchó para confrontar un líder morabito rebelde llamado Amar Faal en la localidad de Tubabakolong (también conocido como Tubab Kolon). D'Arcy llevó 270 oficiales y soldados de los regimientos tercero y cuarto, junto con alrededor de 500 guerreros de la tribu soninké a Tubabakolong, atacando a la ciudad el 30 de junio.
En el 1866, con la reorganización de los asentamientos del África Occidental Británica, D'Arcy fue removido como gobernador, sin embargo, se quedó como administrador hasta que Charles Patey llegó en diciembre de 1866.

### Últimos años
De 1870 a 1876 D'Arcy fue gobernador colonial de las Islas Malvinas. Luego, se retiró a Penzance en Cornualles, donde murió en 1885.